# Puzzle

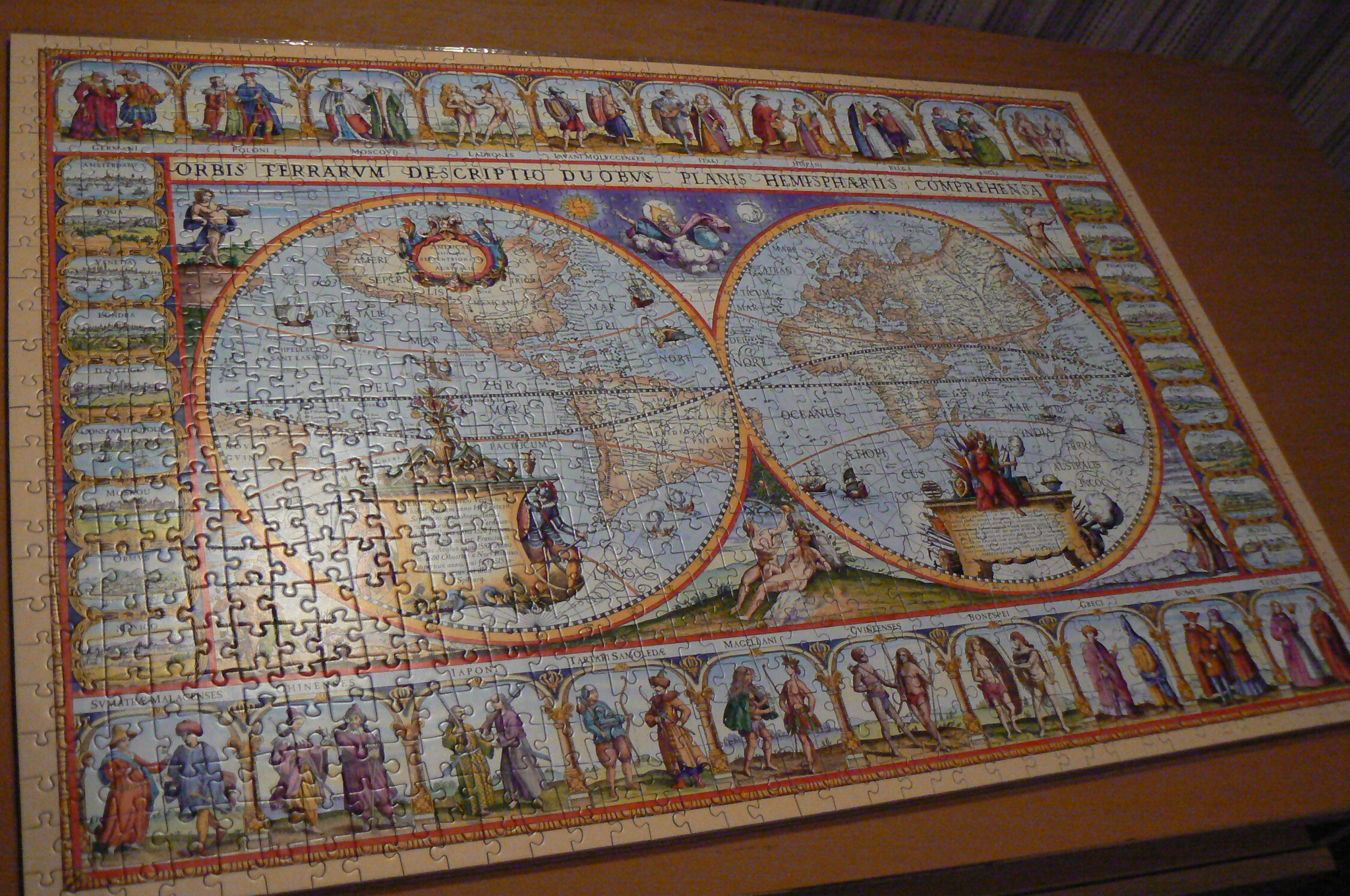
Esempio di puzzle riguardante una cartina del 1639

Il puzzle (in inglese [ˈpʌzl]; in italiano /ˈpazel, ˈpazol/ o anche /ˈpuʦle/) è un gioco da tavolo di tipo rompicapo in cui bisogna incastrare tra loro dei pezzi di cartone di piccole dimensioni fino a risalire all'immagine originale.

## Storia dei puzzle
Inventati attorno al 1760 da John Spilsbury, un cartografo e incisore di Londra, i puzzle erano originariamente a tema geografico ed erano realizzati dipingendo il soggetto su una tavola di legno e ritagliandolo successivamente in piccoli pezzi, che seguivano i confini delle singole nazioni, per mezzo di un seghetto. Col passare del tempo cominciarono a cambiare i soggetti dei puzzle: non più solamente elementi geografici, ma anche episodi storici e di vita quotidiana, come l'incoronazione della Regina Vittoria (1838) o disegni di animali o di fantasia. Cambiarono anche i materiali utilizzati per la loro realizzazione: mentre inizialmente venivano utilizzati legni pregiati, quali il mogano e il cedro (motivo per cui il prezzo era elevato e la diffusione limitata), iniziò l'utilizzo di legni meno pregiati, con la conseguente diminuzione del prezzo e l'aumento della distribuzione. Nel 1910 furono introdotti i puzzle interlocking, con i pezzi ad incastro. Dagli anni '50 i puzzle in legno furono sostituiti da quelli in cartone, che permettevano di migliorare la qualità della stampa e di riprodurre in maniera più fedele quadri celebri e foto magnifiche.
Oggi i puzzle continuano ad essere realizzati in cartone, attraverso un processo di stampa dell'immagine su carta antiriflesso e incollati sul cartoncino, collocati successivamente su una pressa che con apposite lame ne taglia i pezzi.

## Storia del termine ed etimologia
La parola puzzle è uno pseudoanglicismo: il gioco in questione nei Paesi anglofoni si chiama jigsaw puzzle mentre con puzzle s'intende qualsiasi tipo di rompicapo. Il termine è attestato in italiano all'inizio del XX secolo e in origine aveva un'estensione semantica maggiore dell'attuale (potendo includere, oltre alla figura spezzata da ricomporre, anche le parole crociate); l'anglicismo è passato nel francese nel 1909 e due anni dopo si trova la prima attestazione in italiano. L'etimologia è sconosciuta (Giacomo Devoto propone una poco probabile alterazione di opposal nel senso di "problema da risolvere", altri lo collegano a una forma frequentativa di to pose col senso di "essere perplesso", in analogia a nuzzle da nose).

## Dimensioni e numero di pezzi
Esistono puzzle di tantissime dimensioni. Per quanto riguarda il numero di pezzi, si va dai puzzle formati da poche decine di pezzi, in genere dedicati ai bambini, ai giganti di parecchie migliaia di pezzi (commercialmente vengono realizzati puzzle fino a circa 18.000 pezzi). Dal 2008 è entrato in commercio il puzzle più grande del mondo, "Life", di dimensioni pari a 4,28×1,57 m e formato da 24.000 pezzi. Dal 2010 è in commercio un puzzle dedicato a Keith Haring, che, in una sintesi di trentadue opere, si estende in una superficie di 5,44 metri di lunghezza e 1,92 metri di altezza, per un totale di 32.256 pezzi.
Nel 2016 arriva in commercio il puzzle di Ravensburger formato da 40.320 pezzi, con dimensione da montato di 6,80 x 1,92 m e raffigura 10 scene tratte dai classici Disney. Nel 2020 Kodak lancia il puzzle più grande del mondo composto da 51300 pezzi che rappresentano le immagini di 27 meraviglie del mondo, dal Colosseo alla Grande Muraglia Cinese, dalla Tour Eiffel al Taj Mahal, suddiviso in quadri da 1900 pezzi da assemblare insieme alla fine, per una dimensione totale di 8,60 metri di lunghezza e 1,90 metri di altezza. 
Da notare che molto spesso il numero di pezzi non è esattamente quello indicato sulla confezione, in quanto non sempre il prodotto fra altezza e larghezza (in numero di pezzi) può dare come risultato il numero tondo indicato sulla confezione. Per esempio, un puzzle da 1000 pezzi può essere composto da 999 (37×27) o da 1008 (36×28) tessere.
Le dimensioni dipendono, oltre che dal numero di pezzi, anche dalla grandezza di questi ultimi: nei puzzle con elevato numero di pezzi, questi vengono realizzati leggermente più piccoli in maniera da limitare le dimensioni dell'immagine risultante. Orientativamente un puzzle da 500 pezzi è grande circa 40×50 cm, uno da 1000 pezzi 50×70 cm, uno da 1500 pezzi 60×80 cm, un 2000 pezzi 70×100 cm, un 5000 pezzi 100×150 cm, un 9000 pezzi 140×200 cm, un 18.000 pezzi 200×300 cm.
Comunemente i puzzle sono di forma rettangolare, con rapporto fra i lati analogo a quello delle fotografie (4:3) o dei formati tipografici (7:5). Molto meno comuni sono i puzzle di forma tonda, ellittica o irregolare.

## Soggetti
I soggetti disponibili sono i più vari. I più diffusi sono i panorami, le riproduzioni di dipinti e disegni di vario genere. È possibile anche far realizzare un puzzle partendo da un'immagine di propria produzione.

## Materiali
La maggior parte dei puzzle in produzione e commercializzati sono realizzati in cartone (spesso riciclato) sul quale l'immagine fotografica viene incollata e poi tagliata a mezzo di fustelle di precisione.
Il legno viene ancora utilizzato in varie produzioni come nell'originale idea di questo passatempo. Questo tipo è prediletto anche nella realizzazione di giochi per la prima infanzia.
Ultimamente si stanno affermando anche nuove produzioni in plastica, l'immagine viene stampata direttamente sulla lastra che è poi ritagliata con un seghetto come per il legno. In questo tipo di produzione i pezzi sono mediamente più piccoli rispetto a quelli in cartone, con cui realizzano puzzle tradizionali, ma è il tipo di supporto prediletto per le cosiddette puzzle-ball.
Il polistirolo viene utilizzato in determinate produzioni di puzzle con le stesse modalità del cartone, con un'immagine applicata sopra il supporto. La leggerezza dei pezzi lo rende ideale per i puzzle tridimensionali, ma anche per produzioni più facili destinate all'infanzia.

## Varianti

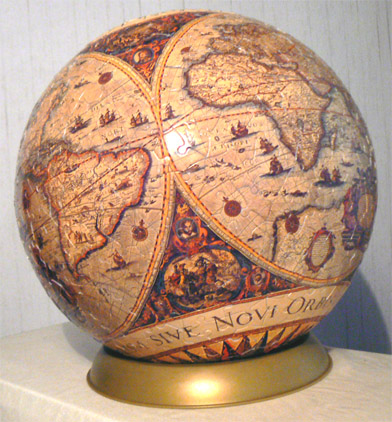
Puzzle tridimensionale sferico

Esistono versioni semplificate di puzzle in cui sul retro di ogni pezzo viene stampato un numero identificativo che permette di verificare il suo corretto posizionamento. Di verso opposto, esistono puzzle double face in cui entrambi i lati raffigurano lo stesso soggetto o, nei tipi più difficili, due soggetti simili in modo che risulti più complicata la loro realizzazione.
Particolarmente difficili da ricostruire sono i puzzle che hanno come soggetto un SIRDS (Single Image Random Dot Stereogram) essendo questi stereogrammi generati a partire da un pattern uniforme di punti colorati.
Un'altra variante sono i puzzle tridimensionali o 3D nei quali bisogna ricostruire una forma solida, spesso la riproduzione di un palazzo o un monumento famoso, componendo fra loro nel giusto ordine un gran numero di pezzi, realizzati generalmente in materia plastica.
Esistono, inoltre, anche i puzzle-ball che, costruendoli, prendono la forma di una palla. Presentano pezzi un po' arrotondati, numerati e un piedistallo per poter appoggiare il puzzle durante la costruzione. O ancora i puzzle double-face, che presentano un'immagine uguale in entrambi i lati del puzzle, o i puzzle che grazie alla realtà aumentata mostrano delle animazioni.

## Nella cultura di massa

### Cinema
- In un celebre film comico di Stanlio e Ollio, Il regalo di nozze (titolo originale Me and my Pal, 1933) di Charley Rogers,[10] si genera una situazione comica per il fatto che, essendo l'ora del matrimonio di Ollio, uno dei due testimoni, che è Stanlio, si perde a fare un puzzle, e così dietro di lui tutti gli altri invitati.

### Letteratura
- Il romanzo di Georges Perec, La vita, istruzioni per l'uso, ha come protagonista il miliardario inglese Percival Bartlebooth, che dopo aver girato il mondo dipingendo acquerelli, li fa trasformare in puzzle dall'artigiano Gaspard Winckler e passa il resto della sua vita a ricomporre questi puzzle, al ritmo di uno ogni quindici giorni. Il romanzo si apre proprio con una riflessione sull'arte del puzzle, e il puzzle è una metafora stessa del romanzo, composto da tante storie concatenate.

- Il racconto di Michele Mari Certi Verdini, nella raccolta Tu, sanguinosa infanzia narra della passione per i puzzle che il protagonista condivide con la madre: essi si cimentano in composizioni sempre più difficili se non impossibili, volutamente modificando il loro metodo di lavoro per rendere le composizioni sempre più complicate e cercando compulsivamente puzzle dai pezzi sempre più numerosi. Una passione per il gioco che sempre più si avvicina all'ossessione.[11]

### Altro
- Il logo di Wikipedia è formato da un puzzle tridimensionale sferico, ogni tassello mostra una lettera e le lettere appartengono a diversi alfabeti al fine di ricordare il carattere universale del progetto.